# Нарбонська Галлія

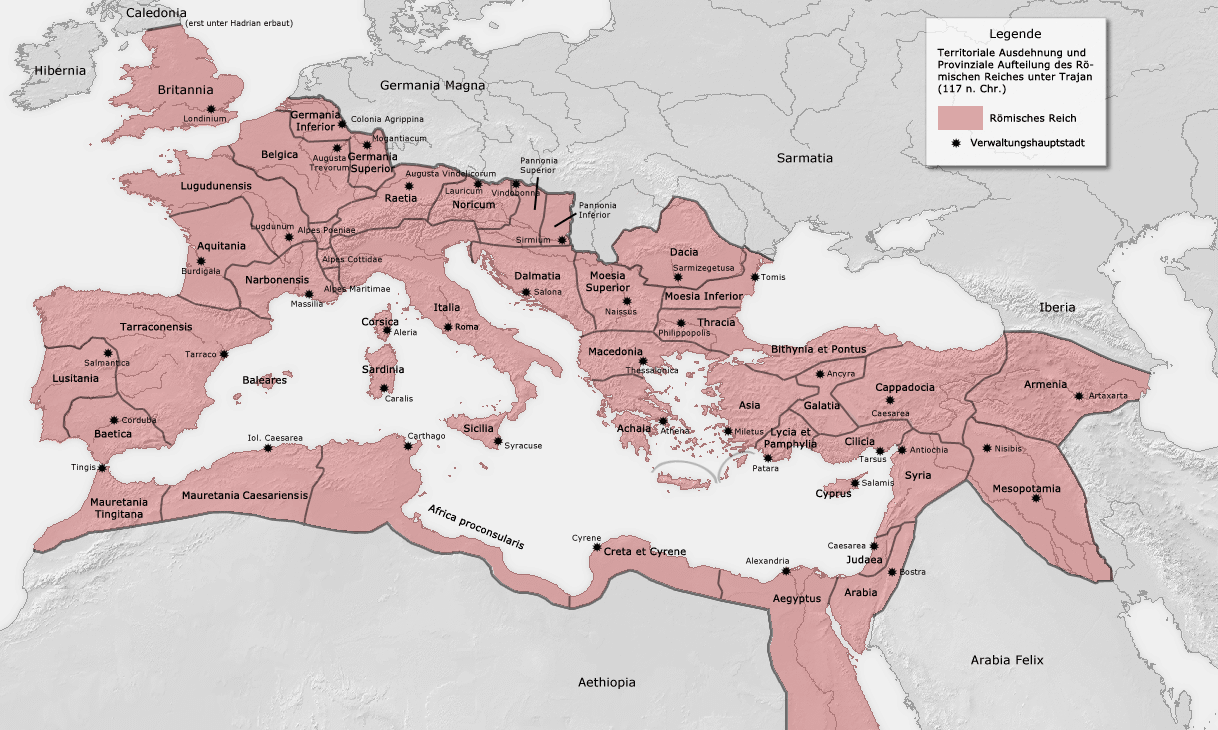
Римські провінції під час Траяна (117 р. н. е.)

44° пн. ш. 4° сх. д. / 44° пн. ш. 4° сх. д.
Нарбонська Галлія (лат. Gallia Narbonensis) — провінція Римської імперії з центром у місті Нарбо-Марціус (лат. Narbo Martius) (сучасне місто Нарбонна) розташована на території сучасних Лангедоку і Провансу в південній Франції.

## Історія
Вплив античної цивілізації на півдні Галлії розпочався із заснуванням міста Массалія (Марсель) близько 600 р. до н. е. Завдяки вигідному розташуванню неподалік від гирла Рони, місцеві купці отримали доступ до ринків центральної Галлії. Массілійський купець Піфей першим обігнув Європу із заходу і описав Британію.
Грецька Массілія була невеликим містом, але мала великий вплив на розвиток цілого регіону. Зокрема, вже з III ст. до н. е. едуї, арверни, паризії та інші племена починають карбувати власні монети за грецьким зразком.
Напередодні римського завоювання територію майбутньої провінції населяли  численні кельтські (вольки-тектосаги, та вольки-арекоміки, воконтії, гельвії, аллоброги), кельто-лігурійські (саллювії або салії) та іберійські (скардони, толосати) племена.
Стратегічна необхідність експансії у цей регіон для Риму обумовлювалася важливістю сухопутних шляхів до Іспанії, а також створення безпекового буферу для Італії. Приводом для захоплення став захист грецьких полісів від загрози з боку аллоброгів та арвернів на чолі з Бітіутом. Внаслідок Першої Трансальпійської війни (125—121 р. до н. е.) римський полководець Квінт Фабій Максим розбив кельтів у битві на річці Ізер (в районі сучасного Валанса) і підпорядкував Риму спочатку область Рони, а потім і території, прилеглі до Середземномор'я. Цим було започатковано провінцію Трансальпійська Галлія відому також під назвою  лат. Gallia bracata від звичаю галлів носити штани (лат. bracae), на противагу Цізальпійській Галлії, яку часто називали лат. Gallia togata, від звичаю її жителів носити тоги за римським зразком).
Вже у 118 р. до н. е. римляни заснували колонію-форпост Нарбо-Марціус (початково — невелике містечко площею 25 га), а також проклали через весь регіон першу дорогу, Via Domitia, яка також сполучала Іспанію з Північною Італією.
Протягом Серторіанської війни 80-72 років до н. е. Трансальпійська Галлія стала театром військового протистояння між Квінтом Серторієм та Римською республікою.
Бурхлива романізація провінції пов'язана з політикою Триумвірату і зокрема Гая Юлія Цезаря зі створення колоній для своїх ветеранів. Так з'явилися міста Араузіо (Оранж), Арелате (Арль), Бетерри (Безьє) та Форум Юлія (Фрежюс). Також Цезар надав громадянство багатьом старим громадам.
Октавіан Август заснував такі колонії, як Акви Секстієві (Екс-ан-Прованс), Вієнну (В'єнн), Немавз (Нім). Таким чином, більша частина провінції було урбанізовано та романізовано вже на початок І століття. Серед сучасників Нарбонська Галлія вважалася настільки подібною до Італії, що її називали «Наша провінція» (лат. Provincia Nostra) або просто «Провінція» (лат. Provincia). Це назва трансформувалася в назву сучасної французької провінції Прованс.
Розвиток Нарбонської Галлії тривав до середини II століття. Вирішальним фактором служила роль контактної зони між Середземномор'ям та внутрішніми районами Галлії. Це сприяло як розвитку торгівлі, так і підйому власних ремесел — завдяки чому провінція стала однією з найбільш розвинених в Імперії. Міста Нарбо-Марціус, Немавз та Вієнна за величиною та впливом не поступалися провідним містам Італії.
За Антоніна Пія, близько 145 року, центр провінції було тимчасово перенесена у Немаз, рідне місто його предків.
З III століття. значення Нарбонської Галлії суттєво зменшилося — як через прогрес північних територій Галлії, так і через початок процесу занепаду античного міського ладу. Внаслідок кризи III століття, розорення середніх землевласників та піднесення латифундій, більшість міст провінції суттєво зменшилися в розмірах.
Переважна частина Нарбонської Галлії була підпорядкована Королівству Вестготів між 462 та 477 роками. На кілька століть регіон зберіг свою пізньолатинську назву — Септиманія.

## Управління
Октавіан Август визначив Нарбонську Галлію як сенатську провінцію, що управлялася проконсулом. Його основними задачами було судочинство, вирішення спірних питань, забезпечення сплати податків. За Траяна намісники багатих провінцій почали контролювати витрати міст на будівництво.
Територія Нарбонської Галлії складалася з 22 міських та племенних округів. Управління містами було організоване на римський зразок: з числа декуріонів, що мали відповідний ценз, щороку обирали двох дуумвірів, двох едилів та двох квесторів. Окрім владних повноважень, вони несли основні витрати на розваги, утримання та ремонт будівель.
Більшість округів складалися з одного міста та прилеглих вілл, сіл, ремісничих поселень і хуторів. Втім, територія арекоміків була поділена на 24 сільські райони, а в аллоброгів окрім столиці існували значні міста Генава (Женева) та Новіодунум (Ньйон). Окремі залежні поселення мали навіть власні театри.
За підрахунками Фріди Пеллегріно, найбільшими за площею були землі аллоброгів із центром у Вієнні (15,5 тис.км2), арекоміків із центром у Немавзі (7,8 тис. км2), гельвіїв із центром в Альбі (5,4 тис.км2), воконтіїв з центром у Вазіо (4,6 тис. км2), а також території міст Толоза (10,2 тис. км2), Агіннум (6,0 тис. км2), Арелате (5,5 тис. км2), Нарбо (5,4 тис.км2). Натомість, знаменита Массалія мала лише 572 км2, міської території.
Загальна територія провінції складала близько 90 тис. км2, а чисельність населення, на думку Карла Юліуса Белоха, сягало 1,5 млн осіб. Висока щільність населення (особливо в долині Рони) та великі розміри міських територій сприяли розвитку великих міст. Так, забудована площа Нарбо складала 136 га, Немавза — 130 га, Вієнни — 128 га. У кожному з цих міст могло проживати 20-30 тисяч осіб.
Запроваджена Августом управлінська структура існувала до реорганізації у 293 році, коли імператор Діоклетіан поділив провінцію на три частини — Нарбоненсіс І зі (центр — Нарбон), Нарбоненсіс II (Акви Секстієві) та Вієнненсіс (В'єнн). З останньої на межі IV і V століття було виокремлено провінцію Вієнненсіс II з центром в Арелате. Усі вказані округи входили до складу діоцезу Семи Провінцій (Dioecesis Septem Provinciarum).

## Знамениті уродженці

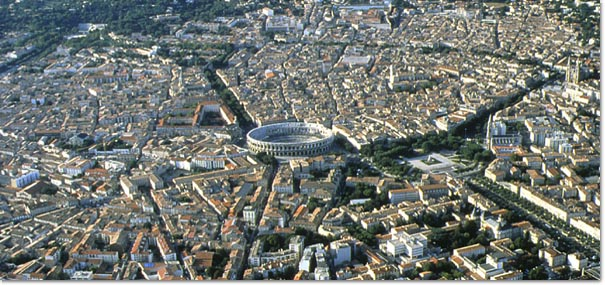
Панорама міста Нім (Немавз) з римським амфітеатром

У Форумі Юлія народився полководець та політичний діяч епохи Флавіїв Гней Юлій Агрікола (40-93). За однією з версій, вихідцем із провінції був також зять Агріколи — знаменитий історик Публій Корнелій Тацит.
З Немавза походили дід та батько імператора Антоніна Пія — обидва носили ім'я Тіт Аврелій Фульв та були консулами. Також у Немавзі народився Публій Юлій Луп — сенатор та зведений брат префекта преторіанської гвардії часів Калігули Марка Арреціна Клемента. Імовірно, що саме Луп сприяв просуванню у Римі своїх земляків.
У Арелате народився син Константина Великого Константин II, що правив Галлією, Іспанією та Британією у 337—340 роках.

## Географія та економіка
Клімат у перші століття нової ери був дещо більш вологим і холодним, ніж сучасний. Палеокліматологічні дослідження показують, що середні температури коливалися у межах +10,5…11,2°С проти +13°С, а кількість опадів складала 720—750 мм проти 600—650 мм сьогодні. Найбільш теплий та сухий період припав на І ст. н. е., а відносно прохолодний та вологий — на кінець II та III ст. У пізньоримський час клімат регіону лишався відносно стабільним: відбулося незначне зростання температур та зменшення опадів. Північна Галлія у той же час потерпає від заморозків та надмірних опадів, що спричиняють значну депопуляцію.
Відносна кліматична стабільність та віддаленість від кордонів Римської імперії сприяли розвитку регіону і у IV cтолітті. У цей час кількість сільських поселень на півдні Галлії у IV ст. перевищила показники середини II ст. Для порівняння, на півночі Галлії кількість поселень між 150 та 350 роками впала у 2-3 рази.
Як і інші регіони Середземномор'я, Нарбонська Галлія спеціалізувалася на зерновому господарстві, виноробстві та виробництві оливкової олії. При цьому у північно-східній частині провінції переважали дрібні та середні господарства, тоді як в південно-західній з часом зміцніли латифундії.

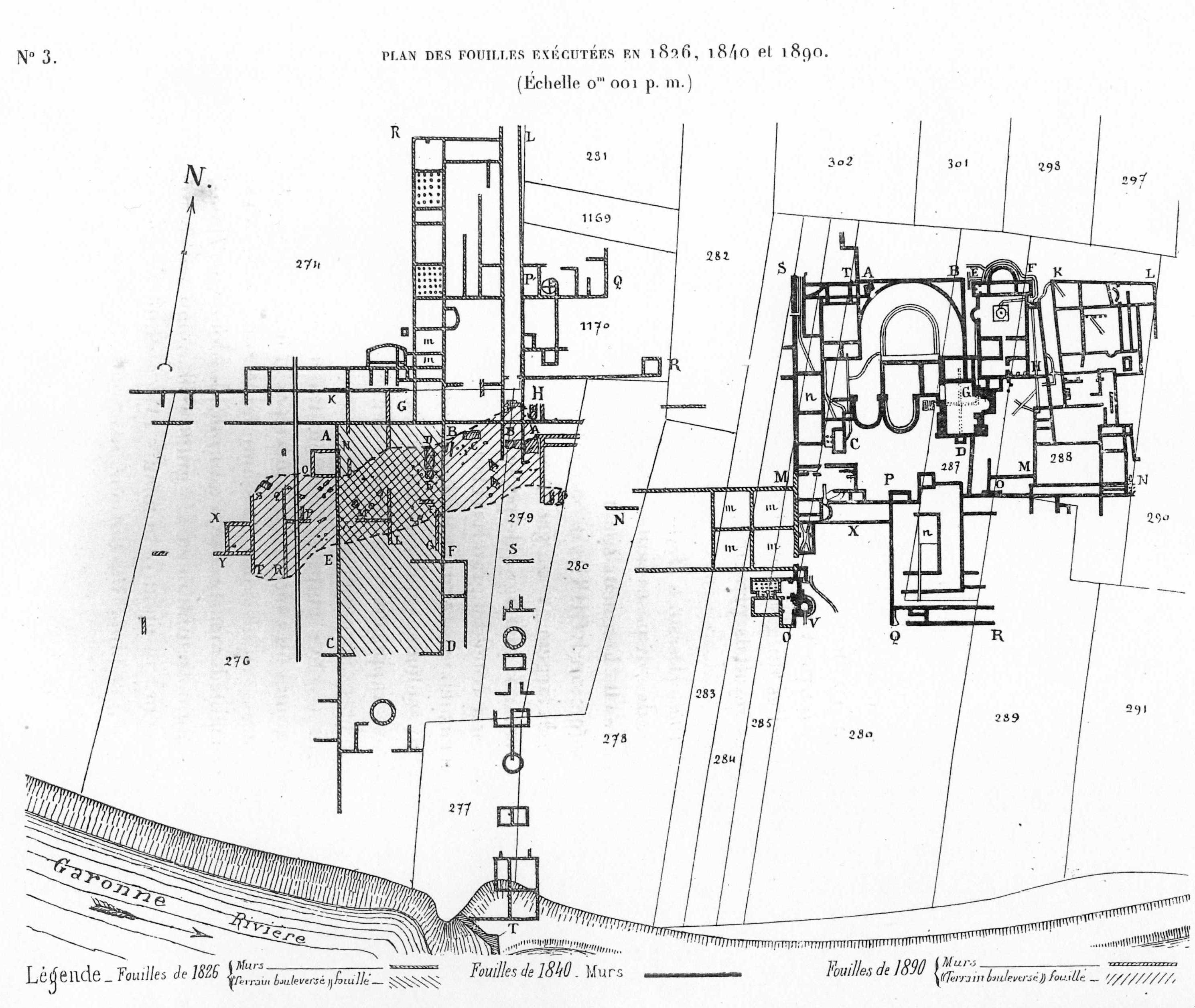
Центральний палац вілли Шираган

Зокрема, передгір'ях Піренеїв склалися унікальні умови для розвитку великих вілл. Серед них — одна з найбільших на теренах Римської імперії вілла Шираган. Увесь комплекс із палацом, парком, численними житловими та господарськими спорудами займав 16 гектарів. Власне резиденція лише на першому поверсі мала 200 кімнат та інших приміщень. Під час розкопок археологи знайшли понад три сотні скульптур, у тому числі бюсти римських імператорів від Траяна до Максиміана.
Місто Нарбо-Марціус розвивалося як річковий і морський порт на перетині шляхів до Іспанії (Via Domitia) та Аквітанії (Via Aquitania). Протягом перших 200—250 років існування місто зросло з 25 до 136 гектарів — і це не рахуючи окремої зони керамічного виробництва, гавані та некрополів. На відміну від більшості міст західних провінцій, Нарбо мало виразний торгово-ремісничий характер. Збереглися численні надписи, що свідчать про великі сирійські, грецькі, азійські діаспори.
Інше велике місто, Немавз, мало здебільшого аграрний характер. Тут жили багаті землевласники, чиї вілли експортували вина та оливкову олію.
В долині Рони та на східному узбережжі міста були меншими, але зустрічалися у більшій кількості. Оскільки тут пролягав основний шлях на північ Галлії та до рейнських легіонів, міста вели активну торгівлю, а також часто відвідувалися різними посадовцями. Светоній у життєписі Вітеллія описує розкішні річкові прогулянки імператора.
У доримський час головним експортером галльської продукції була Массалія — невелике місто площею 50-60 гектарів. Під час війни Цезаря з Помпеєм місто підтримало Помпея, тож переможець — Цезар, — позбавив массаліотів більшості привілеїв. Так головним галльським портом стало місто Арелате. За Константина та його спадкоємців Арелате фактично стало другою столицею Галлії після Треверів. Поет Авзоній згадує його в числі «знаменитих міст» поряд з Римом та Константинополем, а також галльськими метрополіями — Треверами та Бурдігалою.

## Міста та урбанізація

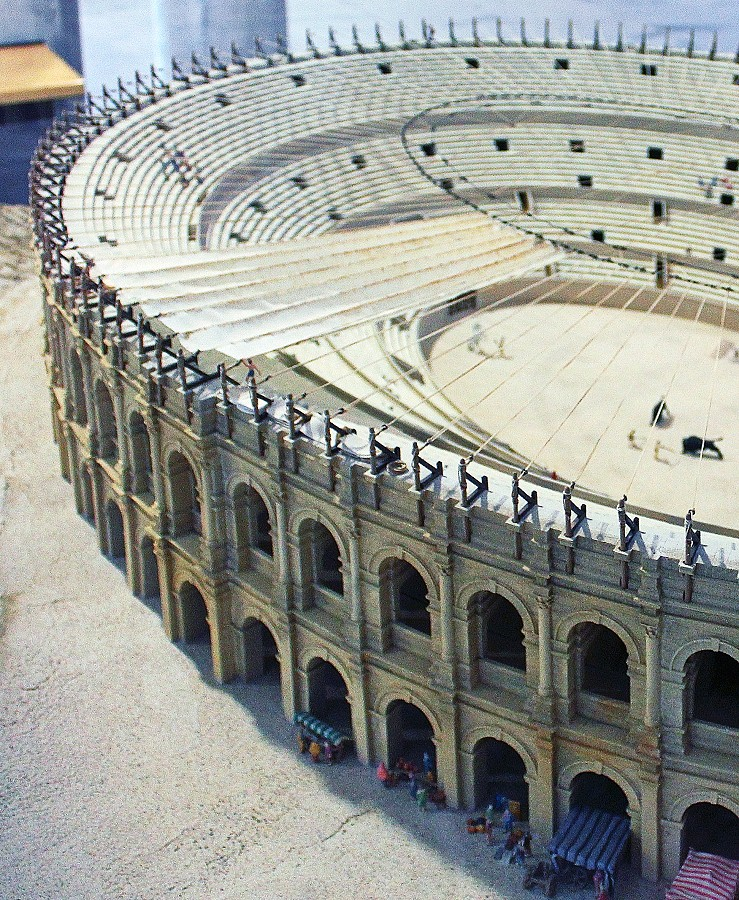
Амфітеатр Арелате. Модель

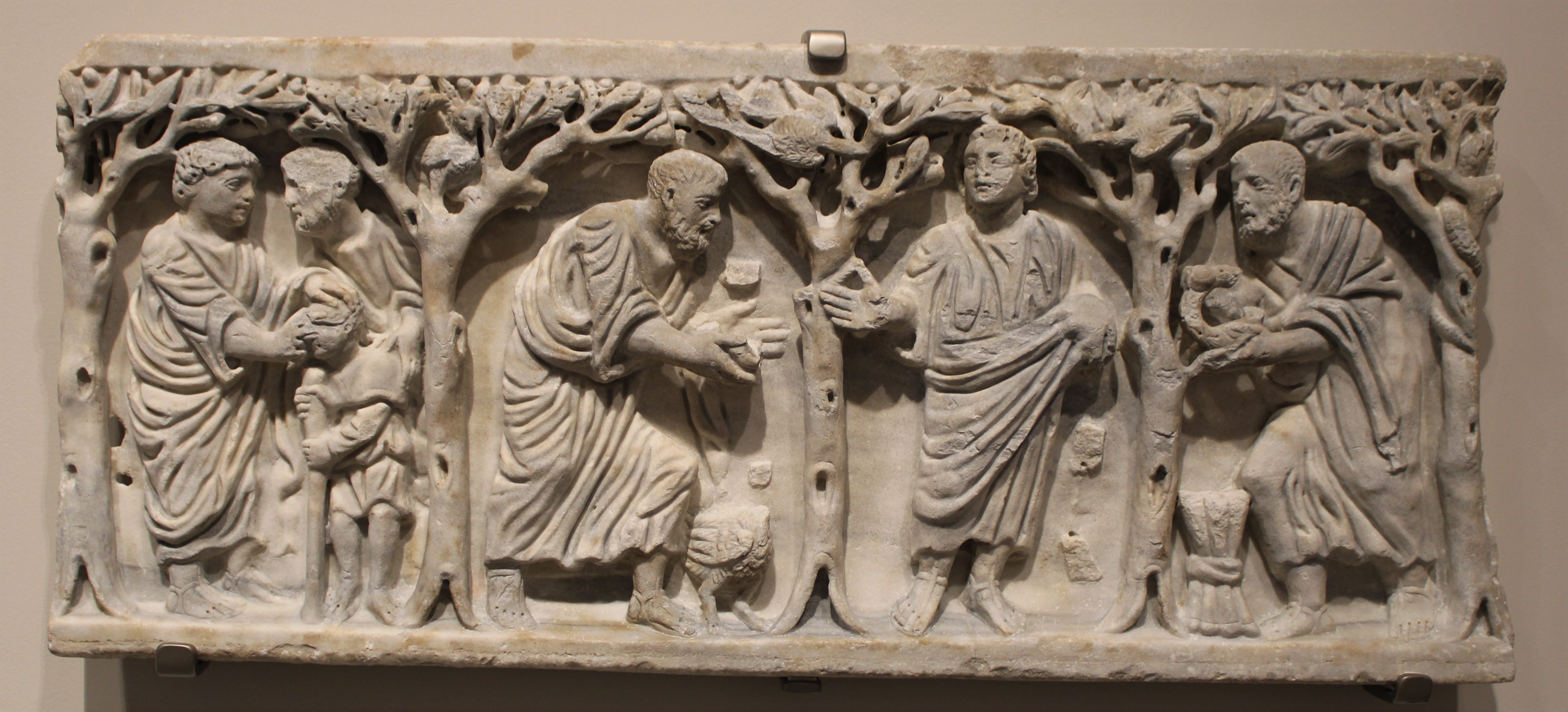
Християнський саркофаг з Нарбо-Марціуса. IV століття

За даними археологічних досліджень, забудована площа лише основних міст провінції складала 1,1-1,2 тисяч гектарів. Щільність населення найбільш імовірно знаходилася у межах 160—230 людей на гектар — відповідні величини доведені для Помпеїв, деяких міст римського Єгипту, міст Близького Сходу та ранньомодерної Італії.
Відповідно, населення лише основних міст Нарбонської Галлії могло складати 175—275 тис. осіб. З урахуванням численних торгово-ремісничих поселень місцевого значення загальна кількість містян могла сягати 300 тис. осіб, або від 1/6 до 1/5 гіпотетичного населення в 1,5 мільйони. Аналогічні розрахунки показують, що поріг у 10 тисяч жителів могли долати лише 5-7 міст: Нарбо-Марціус, Немавз, Вієнна, Арелате та Массілія, з меншою ймовірністю — Толоза, та Форум Юлії. Для порівняння, Північна Італія близько 1600 року мала 31 подібні міста загальним населенням майже 1 млн осіб.
На відміну від середньовічної та ранньомодерної Європи, римські міста найчастіше були благоустроєними осередками проживання заможних землевласників, тоді як ремісники (особливо гончарі та металурги) часто селилися в околицях. Таким чином, елітарний характер багатьох міст створює перебільшене враження про комфорт та економічний розвиток римської епохи. Так само не завжди відповідає масштабам міст велич громадськиз споруд. Амфітеатри, театри, цирки, базиліки та форуми часто будувалися з урахуванням населення цілої громади, включно з сільською територією. Тому деякі з найбільших амфітеатрів Римської Імперії з'являлися у невеликих містах (Барцино, Пола, Тісдрус).
Самоврядні міста та інші значні поселення:
- Agatha (Агд) — старе грецьке поселення. Площа — 5 га.
- Alba Helviorum (Альба-ла-Ромен) — столиця племені гельвіїв. Театр, акведук. Місто засноване Августом як колонія латинського права. Площа 13 га[2], на середину II cтоліття — вже 45 га[3].
- Albiga (Альбі) — центр гончарства. Площа 20 га.
- Antipolis (Антіб) — грецька колонія, заснована у VI ст. до н. е. Площа забудови — 4 га. Театр, невеликий амфітеатр (70x50).
- Apta Iulia (Апт) — колонія спершу латинського (Тріумвірат), згодом римського (Август) права. Театр, амфітеатр, численні пам'ятки. Площа — 6-7 га.

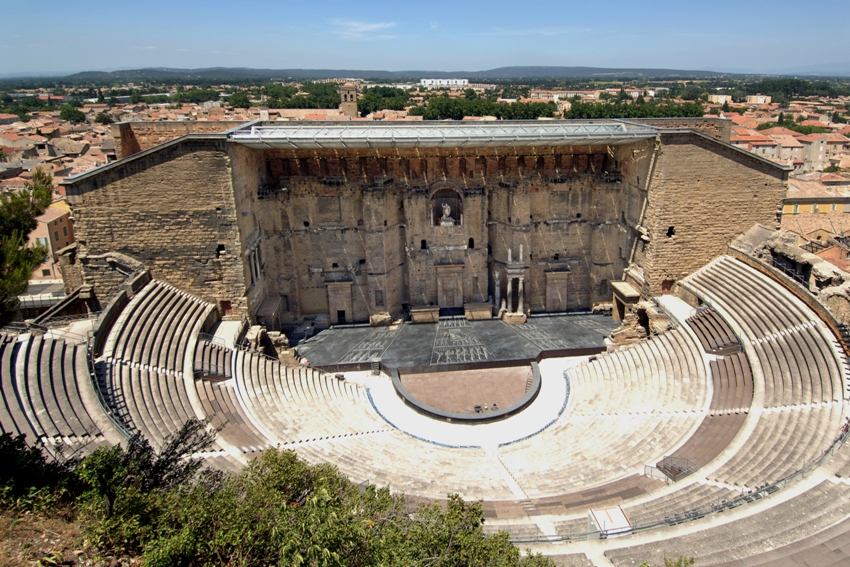
Римський театр в Араузіо (Оранж)

- Римський театр в Араузіо (Оранж)Aquae Sextiae (Екс-ан-Прованс). Місто засноване як форт у 122 р. до н. е. Саме тут у 102 р. до н. е. Гай Марій розгромив переважаючі сили тевтонів. З часів Августа — колонія латинського права. Амфітеатр, театр, акведук. Забудована площа — 25 га, площа укріплень — 62 га.
- Arausio (Оранж). Засноване у 105 р. до н. е. Колонія Legio II Augusta. Амфітеатр І ст., добре збережений театр на 6-7 тисяч глядачів. Арка Тіберія. Забудована площа — 40 га, загальна — 65 га.
- Arelate (Арль), колонія римського права від 46 р. до н. е, де оселилися ветерани Legio VI Ferrata. Місто мало цирк та великий театр. Місцевий амфітеатр (136x108) міг вміщувати 30 тисяч глядачів і був найбільшим у провінції[9]. Саме місто було невеликим (40 га в межах стін[3] і 60 га — з передмістями[2]) і у часи найбільшого розквіту в IV столітті навряд перевищувало 15 тисяч осіб.
- Avennio (Авіньйон). Колонія ветеранів Legio II Augusta. Площа 46 га. Велика базиліка, театр.
- Augusta Tricastinorum. Наявність театру та амфітеатру спірна. Забудована площа — 50 га.
- Baeterrae (Безьє) — колонія Legio VII Claudia. За імперії центр виробництва оливкової олії. В окрузі — найвища в провінції концентрація вілл. Забудована площа — 38 га. Театр, терми.  Амфітеатр (106x74) міг вміщувати до 11 тисяч глядачів[9].
- Сabellio — невелика колонія часів Триумвірату.
- Carcaso (Каркассонн) — військовий форпост, згодом торгово-ремісниче поселення. Площа 6 га.
- Carpentorate (Карпантра). За Нерона називалося Форум Нероніс[2]. Площа 14 га.
- Cularo (Гренобль). Торгове місто в Альпах. Забудована площа — 15 га. Наприкінці IV століття назване на честь імператора Граціана Граціанаполем і саме під цим іменем існувало протягом наступних століть.
- Dea Vocontiorum (Ді). Стіни охоплюють 23 га, але фактично забудовано 35 га[3]. Амфітеатр, акведук.
- Forum Julii (Фрежус) — колонія Legio VIII Augusta. З часів Августа — одна з баз римського флоту. Великий порт.  У межах стін — 35 га, з передмістями — 47 га. Батьківщина Агріколи. Театр, численні пам'ятки. Амфітеатр епохи Юліїв-Клавдіїв (114x58) вміщував до 17 тисяч осіб[9].
- Genava (Женева) — доволі бідне поселення площею 30-40  га. Акведук.
- Glanum — одне з найкраще досліджених галльських міст. Мало акведук, базиліку, імовірно — театр. Площа в межах стін — 35 га, забудовано 20 га.
- Lucus Augusti — колонія часів Цезаря. Площа 30 га.
- Амфітеатр Арелате. МодельLuteva (Лодев) — невелике, але самоврядне місто. Площа 7 га.
- Massilia (Марсель) — стара грецька колонія, що втратила колишнє значення через піднесення Арелате та Форуму Юлія. Забудована площа 50-56 га. Театр.
- Narbo (Нарбонн), столиця провінції. Місто збудоване як військовий форпост у 118 р. до н. е. Цезар вивів сюда колонію Legio X Gemina. Міські стіни початково охоплювали лише 25 га, але на середину II століття площа забудови досягла 136 га. Окрім того, на захід від міста існував гончарний кластер, на схід — порт та зернові склади. Римський Нарбонн мав театр, акведук, та численні терми, збудовані на межі ери. За Флавіїв з'явився великий ринок та храм Августів (осередок імператорського культу). Амфітеатр епохи Флавіїв мав розміри 122x93 метри і вміщував 20 тисяч глядачів[9]. Втім, він посідав лише четверте місце в провінції.
- Nemausus (Нім). Батьківщина предків Антоніна Пія. З другої половини II століття — тимчасова столиця провінції. Місто, назване на честь кельтського божества. Колонія латинського, згодом римського права. Численні храми, капітолій, німфей, гімнасій. Невеликий театр. Амфітеатр (133x101) вміщував до 27,5 тисяч глядачів. Стіни міста охоплюють 220 га, забудована площа — 130 га[3].
- Reii — містечко у передгір'ях Альп. Базиліка, терми, площа 15 га.
- Ruscino (Руссільйон) — портове містечко площею 4 га.
- Християнський саркофаг з Нарбо-Марціуса. IV століттяTolosa (Тулуза) — середнє за розміром, але дуже багате торгове місто, резиденція великих землевласників. Стіни охоплювали 90 га, але підтверджена площа забудови становить лише 50 га[3]. Стратегічний міст через Гаронну, акведук, з громадських комплексів — капітолій, форум, численні храми. Театр та амфітеатр епохи Юліїв-Клавдіїв. Амфітеатр мав розміри 84x74 метрів і вміщував близько 8-9 тисяч глядачів. Між 75 та 150 роком його розширили до 111x101, після чого місткість зросла до 20 тисяч[9].
- Vasio (Везон-ла-Ромен). Столиця племені воконтіїв, місто виразно аристократичного характеру. Площа 36[2], за іншими даними 50 га[3]. Театр, терми, акведук. Місто розглядається як гіпотетична батьківщина історика Тацита.
- Valentia (Валанс). Колонія часів Цезаря. Площа 30 га. Театр, численні храми, зокрема, присвячені Кібелі та Мітрі[2].
- Vienna (В'єнн) — столиця аллоброгів. Значення міста зросло після плюндрування військами Септимія Севера Лугдуна у 197 році. Місто мало кілька акведуків, а також найбільші у всій Галлії цирк II століття (455x118 метрів), а також найбільший у Галлії театр (діаметр — 130 метрів)[2]. Забудована площа оцінюється у 128 га[3].

## Римське керівництво
- Гней Поллій Полліон (18—16 роки до н. е.)
- Маній Вібій Бальбін (15—17)
- Торкват Новел Аттік (30—34)
- Тіт Муссідій Полліан (34—37)
- Тит Віній (за Нерона)
- Гай Юлій Корнут Тертулл (за Веспасіана)
- Авл Ларцій Пріск (103—109)
- Марк Ацилій Пріск Егрілій Пларіан (118—120)
- Луцій Аврелій Галл (124—127)
- Луцій Новій Кріспін Марціаліс Сатурнін (144—145)
- Луцій Цестій Галл (між 165 та 183)
- Луцій Фабій Кілон Септімін Ациліан Лепід Фульциніан (за Коммода)
- Тіберій Клавдій Паулін (216—217)
- Гай Емілій Береніціан Максим (за Севера Александра)